# 대한민국의 아이돌

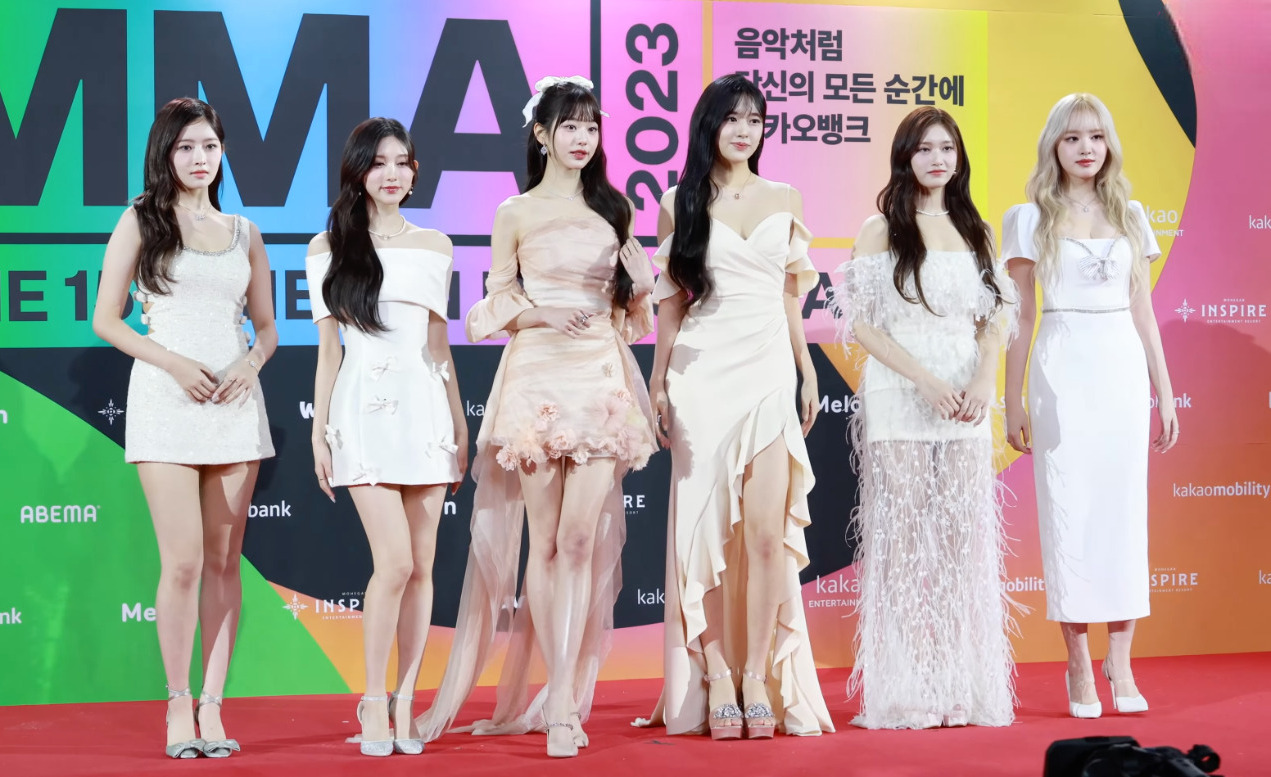
아이브

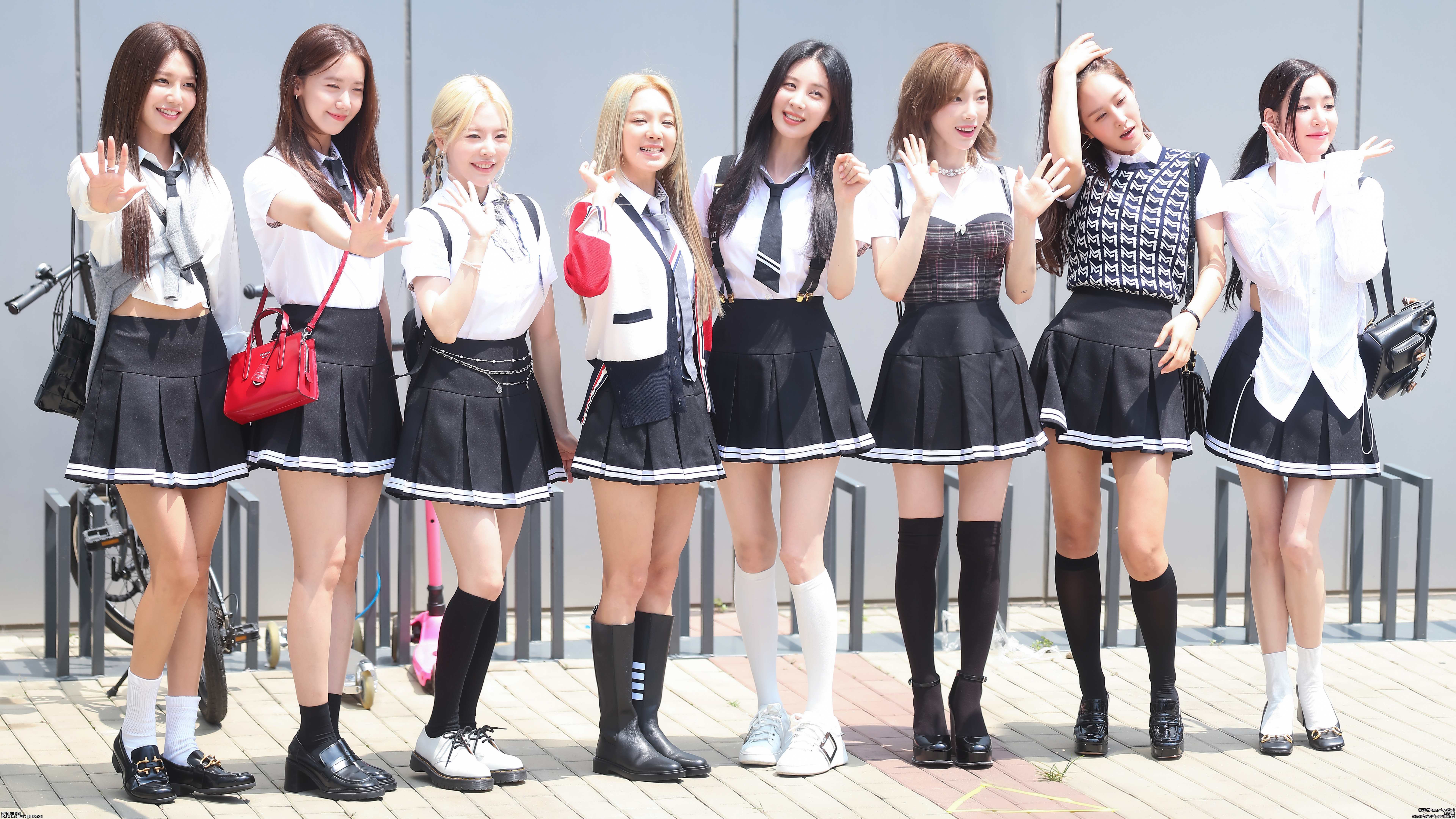
소녀시대

대한민국의 아이돌은 연예 기획사에 의하여 대한민국에서 데뷔하여 활동하는 가수이자 연예인이다.

## 용어와 개념
대한민국에서 ‘아이돌’이라는 말은 서양과 일본의 아이돌 개념이 융합된 것이다. 서양의 ‘틴 아이돌(Teen Idol)’은 10대에게 우상화되어 인기를 끄는 가수·배우·운동선수 등을 모두 지칭하며, 일본의 ‘아이도루(アイドル)’는 기획사에 의하여 육성되며 젊은 세대에게 인기를 끄는 가수를 뜻하는데, 대한민국의 아이돌 그룹은 후자에 가깝다. 그러나 음악 활동이 연예계 활동 중 하나인 일본 대부분의 아이도루와 달리, 대한민국의 아이돌은 비록 드라마나 예능 프로그램 등에 출연하여 대중에 대한 인지도를 높이더라도 ‘배우’나 ‘연예인’이기에 앞서서 ‘노래와 춤 모두를 잘하는 가수’여야 한다는 인식이 있다. 대한민국 내에서 아이돌이라는 개념에 부합하는 최초의 가수 그룹은 1996년에 데뷔한 H.O.T.이다.

## 역사
아래에서는 대한민국의 아이돌의 역사에 대하여 10년 단위로 구분하여 다룬다. 문단명에 표기한 연대는 대략적인 구분이다.

### 1930–1970년대: 초기의 보컬 그룹
멀게는 1930년대, 가깝게는 1950년대 이래로 가창과 퍼포먼스를 동시에 보여주며 공연한 초기의 보컬 그룹을 아이돌의 원류로 보기도 한다. 이 시각에 따르면 최초의 걸그룹은 1939년경에 데뷔한 저고리시스터즈이며, 보이그룹은 아리랑보이즈였다. 해외에 진출한 최초의 아이돌은 1950년대부터 1970년대까지 미국과 대한민국에서 활동한 3인조 걸그룹인 김시스터즈이다.
김시스터즈가 큰 인기를 끌면서, ‘자매’형 걸그룹이 다수 등장하였다. 1954년 데뷔한 은방울자매, 1950년대 중반 데뷔한 현시스터즈와 정시스터즈, 1962년 데뷔한 이시스터즈, 1969년 데뷔한 릴리시스터즈, 1971년 데뷔한 바니걸스, 1981년 데뷔한 국보자매 등이 인기를 끌었다. 그러나 이들은 모두 1990년대 이전 데뷔하여 한류·K-pop과 연관된 아이돌의 개념과는 거리가 있으며, 실질적으로 현재와 같은 보이그룹과 걸그룹의 시초로 꼽히는 것은 각각 1980년대에 데뷔한 소방차와 세또래이다.

### 1980년대: 댄스 가수
1970년대 중반부터 대한민국에 유입된 디스코·소울·펑크 등을 바탕으로 형성된 ‘댄스음악’이라는 독립된 장르가 1980년대 중후반부터 크게 유행하였다. 댄스음악 가수나 그룹은 서양의 댄스음악을 바탕으로 신나는 음악과 화려한 춤을 결합한 퍼포먼스를 선보였으며, 대표적으로 소방차, 세또래, 김완선, 나미 등이 있었다.
1990년대 초반부터 대한민국에서는 하우스·테크노·트랜스 등 전자 댄스음악의 반복적인 리듬 패턴에 트로트의 느낌을 주는 멜로디가 결합되고, 여기에 더하여 미국 힙합의 영향으로 간단한 랩이 추가된 형태의 음악이 특히 10대에게 유행하였다. 이러한 음악 구성은 ‘신세대 댄스음악’으로 불리며 현재의 아이돌 음악으로 사실상 계승되었다. 나아가 이들 젊은 세대는 대한민국 내에 소개되지 않은 당대의 다양한 최신 음악을 찾아 듣기 시작하였다. 이들은 무허가 수입되거나 불법 복제된 CD를 구매하였고, 접시형 안테나로 홍콩과 일본의 위성방송을 청취하였으며, 1990년대 중반부터 등장한 PC통신 대중음악 동호회의 오프라인 ‘공개 상영회’에 참여하여 음악을 공유하기도 하였다.

### 1990년대: 1세대 아이돌
1989년 설립된 SM기획은 ‘춤꾼’으로 잘 알려져 있던 현진영을 발탁하여 소속 최초의 가수로 데뷔시키지만 1993년 현진영이 필로폰 투약 혐의로 입건되면서 재정난을 겪었고, 이에 새로운 방식의 가수 육성 체계를 시도하였다. 오디션을 통하여 선발한 청소년들에게 노래와 춤 연습을 시킨 뒤 가수로 데뷔시키고, 데뷔 과정에서 투자한 자본을 음반 판매와 공연 활동으로 회수하는 전략적 시스템이 바로 그것이다. 이러한 체계 하에서 SM기획이 처음으로 등장시킨 아이돌이 바로 H.O.T.였다.
1세대 아이돌은 대체로 5명 전후의 인원으로 구성된 그룹으로서, 각 인원은 리드 보컬·서브 보컬·댄서·래퍼 등으로 역할을 분담하였다. 무대에서는 노래를 부르면서 ‘군무’라고 불릴 만큼 통일된 안무를 췄으며, 이 안무는 이전의 댄스음악에 비하여 어려웠지만 그와 동시에 청소년들이 쉽게 따라할 수 있는 ‘포인트 안무’를 포함하였다. 음반 활동은 보통 수록된 노래 가운데 ‘타이틀곡’과 ‘후속곡’으로 불리는 두세 곡에 한하여서만 이뤄졌으며, 그 곡들에는 멤버 각각의 특성을 보여줄 수 있는 뮤직비디오가 제작되었다. 몇 달간의 음반 활동이 끝나면 휴식기를 보낸 뒤 다음 음반으로 활동을 재개하였다. 이러한 체계는 이후의 2, 3세대 아이돌을 이루는 바탕이 되었다.
2000년대에 들어서면서 1세대 아이돌은 대체로 인기를 잃었다. 이들은 안무에 중점을 두어 공연하다 보니 립싱크로 노래를 부르는 일이 잦았으며, 더군다나 그 음원조차 아이돌 본연의 목소리가 아니라 디지털 기법으로 보정된 음원임을 대다수 청중이 인지하고 있다 보니, 가수로서의 역량 문제가 제기되었던 것이다. 그 밖에도 아이돌 멤버와의 계약이나 수익 정산 등에서 잇따라 논란이 불거졌고, 아이돌 양성 시스템은 음원 시장이 디지털 중심으로 전환되는 과정에서 여전히 지상파 방송에 의존하고 있었다. 결국 2000년 젝스키스, 2001년 H.O.T., 2002년 S.E.S.가 해체하였고, 핑클은 2002년 팀 활동 중단을 선언하였다.
1세대 아이돌 그룹은 SM기획과 대성기획의 양강 구도로 전개되었는데, SM기획은 신비로운 이미지의 아이돌을, 대성기획은 현실적인 이미지의 아이돌을 기획하는 경향이 있었다. 보이그룹의 경우 SM의 H.O.T.와 대성의 젝스키스가 경쟁하였는데, 두 그룹 모두 사회 비판적 가사의 곡으로 데뷔하는 동시에 경쾌한 댄스곡으로 활동하여 인기를 끌었다. 신화는 섹슈얼한 남성적 이미지와 더불어 팬들의 자발적인 결속력에 힘입어 그룹의 정체성을 유지하였고, god는 예능 프로그램에 출연하고 여러 세대가 공감할 만한 곡으로 활동함으로써 친근한 이미지를 구축하였다. 걸그룹 역시 SM의 S.E.S.와 대성의 핑클이 귀엽고 순수한 소녀의 이미지를 표방하며 경쟁하였는데, 나중에 가서는 S.E.S.는 비현실적이고 신비한 소녀의 이미지를, 핑클은 실존할 법한 친근한 소녀의 이미지를 내세웠다. 베이비복스와 디바는 강인한 여성상을 표방하여 인기를 끌었다.

### 2000년대: 2세대 아이돌

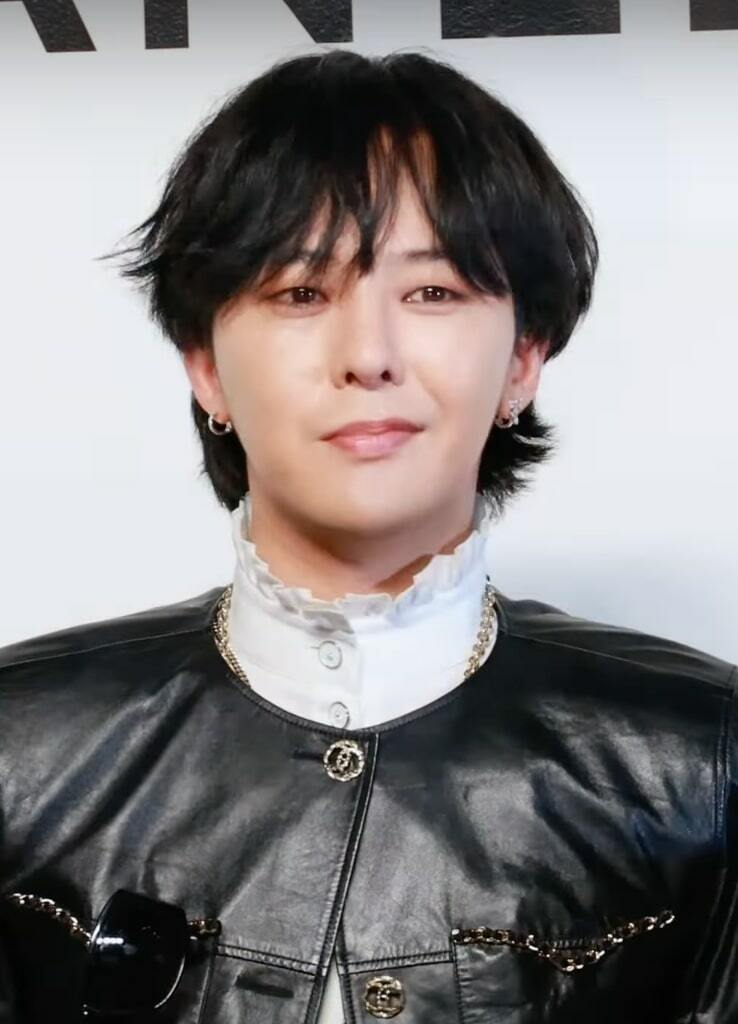
지드래곤

2000년대 초반 들어 1세대 아이돌이 쇠퇴하고, 보아, 비, 세븐 등 대형 기획사 소속 솔로 가수와, 강타, 문희준, 바다, 옥주현, 이효리 등 과거에 그룹으로 활동하였던 솔로 가수가 인기를 끌었다, 2004년 아카펠라 그룹으로서 동방신기가 데뷔하였고, 2005년 SS501· 슈퍼주니어 가 데뷔하지만, 그러나 2007년 빅뱅의 첫 미니 앨범 《Always》의 타이틀곡 〈거짓말〉, 원더걸스의 첫 정규 앨범 《The Wonder Years》의 타이틀곡 〈Tell Me〉가 전국적으로 ‘신드롬’이라 명명될 만큼 큰 인기를 끌면서, ’2세대 아이돌‘이라고 불리는 아이돌의 유행이 다시 시작되었다.
2세대 아이돌은 주로 6인 이상의 인원으로 구성되며, 유닛이라는 ‘그룹 속 그룹’을 결성하여 그룹 활동과 유닛 활동을 병행한다. 기획사는 1세대 시절보다 소속 아이돌의 관리를 철저히 하여, 음악 내외적인 문제가 생기는 일을 방지하고자 하였다. 정기적으로 연습생의 노래와 춤 능력을 평가하여 실력이 늘지 않았거나 현저히 떨어질 경우 연습생과의 계약을 파기한다. 사생활 논란을 우려하여 기획사 대표가 연습생들에게 인성을 강조하는가 하면, 실제로 인성 논란이 불거진 연습생은 방출되기도 한다.
음악은 짧은 후렴구가 반복적으로 제시되는 훅송이 주를 이루며, 대한민국 국외 시장을 겨냥하기 위하여 일부러 서양 팝 음악과 유사하게 작곡되기도 한다. 음원 시장의 디지털화에 따라 앨범을 자주 발매하여 대중에 지속적으로 노출시켜야 기획사로서 수익을 최대화할 수 있기에, 정규 앨범보다는 수록곡이 적은 싱글 앨범과 미니 앨범(EP)이 보편화되었다. 이미지 유지를 위하여 주로 신비주의 전략을 채택하였던 1세대 아이돌과는 달리 2세대 아이돌은 예능 프로그램에 출연하여 ‘무대에서의 이미지’와는 다른 ‘무대 밖에서의 친근한 이미지’를 구축하였고, 이를 통하여 중장년층도 아이돌에 대하여 자연스러운 느낌을 받게 함으로써 팬을 확대하는 전략을 취하였다. 그 결과 30-40대 남성 팬덤을 뜻하는 ‘삼촌팬’이 등장하였다.  또 ‘여덕’이라고 불리는, 걸그룹을 좋아하는 여성 팬의 존재가 비교적 자연스러워졌다.
콘셉트와 음악 장르가 다양하게 분화되어, 1세대 아이돌과 같은 적극적인 라이벌 구도는 잘 형성되지 않았다. 2007년에 데뷔한 원더걸스와 소녀시대는 라이벌 관계로 인식되며 인기를 끌었고, 원더걸스, 카라, 소녀시대는 남성의 시선이 반영된 소녀 이미지를 추구하였으며, 특히 카라는 핑클, 소녀시대는 S.E.S.의 이미지를 계승하였다. 소녀시대가 남성들의 로망인 청순한 소녀상의 걸그룹들을 파생시켰다면 상반되는 컨셉의 2NE1의 등장은 당당한 이미지의 걸크러시 걸그룹들을 파생시킬 정도로 후배 걸그룹들에게 큰 영감을 줬다. 브라운아이드걸스는 그들만의 음악적 특색을 내세워 대중들에게 큰 인기를 끌었으며, 그뒤로 핫 데뷔한 포미닛, 독특한 음악색깔을 지닌 f(x), 원더걸스의 회사 직속 후배 미쓰에이도 큰 사랑을 받았다. 또 씨스타, 걸스데이, AOA는 섹시 콘셉트를, 에이핑크는 청순 콘셉트를 추구하였다. 기준을 더욱 세분하여, 2세대 걸그룹 가운데 2010년 이후에 데뷔한 경우를 2.5세대로 구분하는 입장도 있다. 또한 티아라는 당시 유행하던 것을 따라 정말 다양한 컨셉트를 소화하여 가요계의 카멜레온이라는 별칭을 얻기도 하였다. 빅뱅의 경우는 스스로 노래를 만들고 앨범 컨셉을 잡는등 종래의 아이돌과 다르다고 평가 받았으며 음악적으로나 스타일적으로 후배 아이돌들에게 지대한 영향을 끼쳤다. SS501과 슈퍼주니어는 아이돌의 예능 프로그램 출연을 자연스럽게 만들었다는 점에서 주목받았다. 샤이니는 미소년 이미지를, 2PM은 ‘짐승돌’으로 불릴 정도의 남성적 소년 이미지를 구축하였다. FT아일랜드와 씨엔블루는 밴드형 아이돌 그룹이었다.

### 2010년대: 3세대 아이돌
대략 2010년대 중반에 데뷔한 아이돌을 3세대 아이돌이라고 한다. 지금 전 세계적으로 인기를 끄는 아이돌 방탄소년단, 블랙핑크 또한 이때 데뷔했다. 구체적으로, 보이그룹은 활동 양상에서 이전과 큰 차이를 보인 엑소를 3세대의 기점으로 삼기도 한다. 걸그룹은 2009년 공정거래위원회에서 연예기획사와 연기자 간의 전속계약 기간을 최대 7년으로 규정한 연예인 전속계약서 표준약관에 의하여 데뷔 7년 이후 팀 해체를 결정하는 사례가 많아졌고, 마마무, 레드벨벳이 데뷔할 즈음인 2010년대 중반 이후를 보통 3세대라 부른다.
아이돌의 친근화 전략은 디지털 매체의 보급에 힘입어 더욱 다양해졌는데, TV 예능 프로그램에 그치지 않고 유튜브, 아프리카 TV, 네이버 V앱 등을 통한 가공되지 않은 자체제작 콘텐츠가 등장한 것이다. 심지어 아이돌 멤버가 SNS에 직접 글을 올리면서 팬들과의 거리를 더욱 가깝게 하고 있다. 기획 측면에서는 기존과 같이 국가별로 다른 앨범을 발매하거나 다른 언어를 사용하여 공연하는 방식에 그치지 않고, 직접적으로 대한민국 국적이 아닌 멤버를 그룹에 포함시키는 방식으로 대한민국 국외에서 활동하는 ‘현지화’ 전략이 본격화되었다. 2010년대 초반부터 유행한 서바이벌형 음악 오디션 프로그램의 포맷을 적용하여, 아이오아이나 워너원처럼 아이돌이 TV 프로그램을 통하여 선발되고 데뷔하는 사례가 생겨났다. 한편 2010년대 중반 들어 2·3세대 아이돌들이 그룹 활동 휴식기를 이용하여 그룹의 특색과는 다른 음반을 솔로 가수로서 발표하는 사례가 늘었다.
팬들의 취향이 개인화함에 따라 3세대 아이돌은 이전에 비하여 더욱 세부적으로 분화된 콘셉트를 내세우고 있다. 특히 원더걸스 이후 적극적으로 나타난 ‘걸그룹의 여성 팬들’의 취향이 점차 섬세해지면서, 이러한 여성층을 겨냥한 걸그룹이 늘었다. 이를테면 마마무는 가창력과 ‘비글돌’이라는 이미지 외에, 미니 앨범《Pink Funky》의 타이틀곡 <음오아예> 활동에서 남장을 시도하여 ‘걸 크러시’ 이미지를 얻고 여성 팬덤의 지지를 받았으며. 음악으로서 리스너들과 평론가들의 귀를 사로잡은 레드벨벳은 음악-걸 크러시-콘셉트 삼위일체의 완성으로 여성들 취향을 저격했다. 러블리즈는 ‘소년의 시선에서 본 소녀’가 아닌 ‘소녀의 시선에서 본 소녀’를 콘셉트로 하였다. 한편에서는 여자친구가 S.E.S.·핑클·소녀시대의 청순한 이미지를 계승하면서 ‘건강한 청춘’을 연상시키는 콘셉트를 잡았고
잡았고, 트와이스의 경우는 청순함과 동시에 친근함, 상큼함, 귀여움으로 한층 더 남심을 깊게 공략해 아주 큰 성공을 거둬 본격 3세대 걸그룹 대세의 시작을 알렸다.
그리고 3세대로 대표되는 두 그룹에 의해 아이돌 문화의 팬덤 영역이 급속도로 글로벌 화 되면서 파이가 커지게 된다. 바로 '고급미'를 베이스로 사랑을 갈망하는 여성으로의 존재 가치를 내비치는 동시에 주체적인 여성상을 표방하며 남녀 구분없이 국외 팬덤을 크게 확장시킨 블랙핑크와 소년에서 남자가 되는 성장 과정을 통해 국내에서는 10대에서 중년까지 국외에선 소녀팬들의 여심을 사로잡으며 거대하고 탄탄한 여성팬덤의 지지 기반을 마련한 방탄소년단이 그 주인공이다. 이유인즉슨 이들은 컨셉을 뛰어넘어 로컬적 한계를 부수고 세계 조류와 맞닿아 있는 음악, 그 정서에 부합한 재능적 측면과 스타성에 기인한다고 볼 수 있다.
이러한 영향으로 여기에 발 맞추어 기획사들도 외국 작곡가와 협업을 하거나 해외를 타겟으로 영어 노래를 내는 아이돌이 점차 늘어나는 추세에 있다.

## 관련 문화

### 팬덤
1세대 H.O.T.의 팬 문화는 이후 데뷔하는 아이돌 그룹에게도 그대로 흡수되었다. 아이돌 팬덤이 자발적으로 돈을 모아 그들이 지지하는 아이돌에게 선물을 주는 ‘조공’과 ‘서포트’ 문화가 일반화되었으며, 역으로 아이돌이 팬덤에게 소통의 의미에서 선물을 전하는 ‘역조공’ 문화도 생겨났다. 조공 문화는 지하철역에 스타를 응원하는 광고를 게시하는 것이나, 숲 조성, 쌀 기부, 국제 원조 등의 공익적 활동으로도 발전하였다.
2010년대 들어 SNS의 등장으로 아이돌의 일상을 담은 실시간 온라인 방송이나 SNS 게시글이 보편화되어, 팬들과 아이돌 간의 심리적인 거리가 가까워졌다. 이에 따라 팬덤의 영향력이 확대되어, 소속사나 아이돌이 팬을 단순히 돈벌이의 대상으로만 여기거나 데뷔 이후 쌓아온 이미지에 어긋나는 행위를 할 경우, 팬덤은 그들에 대하여 보이콧을 하는 사례가 늘었다. 2009년 엠넷의 슈퍼스타 K가 인기를 끈 뒤 식스틴, 프로듀스 101 1·2 등 오디션형 아이돌 육성 프로그램이 여럿 등장하였으며, 이를 통하여 팬들은 자신이 원하는 아이돌을 연예기획사와 함께 직접 만드는 권한을 받음으로써 단순한 소비자에서 벗어나 주체성을 부여받은 위치가 되었다.
2세대 아이돌에 이르러, 중년 남성인 ‘삼촌팬’이 주요 팬층의 하나로 등장하였다. 삼촌팬을 바라보는 시각은 상반된 두 가지가 존재하는데, 긍정적인 시각으로는 민주화 이후 자유가 증대하면서 나타난 비-권위주의적인 취향이자 가수와의 교류를 추구하는 방식으로 분석하였다. 반면 부정적인 시각으로는 삼촌팬의 등장을 사회 주기에 적응하지 못한 일부의 피터팬 콤플렉스에 따른 퇴행이나, 미성년자에 대한 성적 욕망의 표출로 분석하였다.
보이그룹은 여성이, 걸그룹은 남성이 좋아하는 것이 보통이었으나, 2000년대 중후반에 들어서서 소위 ‘여덕’이라고 하는 걸그룹의 여성 팬층이 크게 성장하였다. 남성 팬에 비하여 여성 팬은 특정 아이돌에 대한 지속적인 지지와 구매력이 높은 편으로, 걸그룹과 그 기획사는 이성(異性)적인 면이 아니라 인간적인 면으로 여덕들에게 지지를 소구하고 있다. 이들은 남성 지향적인 가사의 걸그룹 음악에 불만족하기도 하는데, 실제로 소녀시대의 두 번째 정규 앨범《Oh!》의 타이틀곡 〈Oh!〉의 ‘오빠를 사랑해’라는 가사를 ‘Oh, 빠를 사랑해’로 바꿔 해석하기도 할 정도이다.

### 굿즈
굿즈(goods)는 본래 애니메이션이나 영상물 등과 관련된 파생 상품을 뜻하며, 각 기획사에서는 음반 판매와 음원 수입, 공연 등으로는 충당하지 못하는 수익을 굿즈 판매를 통하여 얻고 있다. 아이돌마다 서로 다른 색상과 디자인으로 제작되는 응원봉이 대표적이며, 아이돌의 이름이 붙은 식품에서부터 각종 의류, 피규어, 교통카드에 이르기까지 다종다양한 굿즈가 생산되고 있다. 아이돌 굿즈 시장은 연간 1000억 원대로 추정될 정도로 성장하였으며, 이러한 성장은 일상에서의 작은 사치를 누리며 잉여소비를 하려는 사회적 분위기에 기인하였다고 보인다. 아이돌 굿즈는 제품의 가격이 지나치게 비싸게 책정되거나 수량이 적게 생산되는 등 팬덤에 대한 기획사의 상술이라고 비판하는 시선도 있다. 최근에는 앨범을 많이 살수록 팬싸인회, 팬미팅을 갈 수 있는 확률이 높기 때문에, 방탄소년단, 블랙핑크의 앨범을 사재기 하는 팬들도 늘어나고 있다.

## 비판

### 성 상품화 관련
1세대 걸그룹의 이미지는 성애적 요소가 전혀 없고 ‘흰색’과 같은 요소를 채용하여 ‘순수한 소녀’에 제한되어 있는데, 이러한 요소들은 걸그룹 멤버의 실제 나이와 결합됨으로써 그들의 나이가 ‘소녀’를 초과하면 걸그룹은 해체되었다. 반면 2세대 걸그룹은 사랑에 관한 가사, 특정 신체 부위를 강조하여 보여주는 안무, 제복을 채용하거나 지나치게 길이가 짧은 의상 등의 요소로서 성애적 이미지를 표현하고 있다. 이는 남성이 여성의 몸을 대상화하여 소비하는 일을 공연히 허용하는 것이라는 비판이 있다.

### 레퍼런스 관련
원더걸스의 〈Tell Me〉가 전국적인 유행을 이룬 이후 2010년대 초반에 이르기까지 아이돌 음악은 훅송에 집중되는 경향을 보였다. 그러나 아이돌 그룹의 수는 급증하는데 작곡가는 한정된 상황에서, 이미 이전에 발표된 곡의 분위기를 ‘레퍼런스’(reference)라는 개념으로서 참고하여 노래가 작곡되는 경향이 잦아, 결국 아이돌 음악은 획일적인 음악의 재생산에 지나지 않는다는 비판이 있다. 레퍼런스는 ‘원하는 분위기나 느낌을 전달하기 위해 제시되는 자료’로서의 음악을 의미하는데, 작곡의 결과물이 대중이 느끼기에 레퍼런스를 참고한 것인지 또는 법적인 표절에 해당하는 것인지의 경계가 모호하다는 지적이 있다. 독일의 사회학자 아도르노는 대중음악의 산업화와 표준화에 대하여 경계하였다.
펜타곤

## 참조주
1. ↑  이규탁 2016, 105-107쪽.
2. ↑  이동연 외 2011, 98-101쪽.
3. ↑  이규탁 2016, 108-109쪽.
4. 1 2  이동연 외 2011, 97쪽.
5. ↑  이길범 (1973년 3월 21일). “演藝手帖(연예수첩) 半世纪(반세기) 歌謠界(가요계) (33) 初期(초기)의 그룹싱거들”. 동아일보. 2017년 12월 31일에 확인함.
6. ↑  정진영 (2015년 8월 18일). “국내 최초 걸그룹은 1939년 ‘저고리 시스터즈’”. 헤럴드경제. 2017년 12월 31일에 확인함.
7. ↑  이희용 (2017년 1월 23일). “[이희용의 글로벌시대] K팝의 창세기 쓴 김시스터즈”. 연합뉴스. 2017년 12월 31일에 확인함.
8. ↑  이종길 (2017년 2월 3일). “한국 최초 걸그룹 언니들이 돌아왔다”. 아시아경제. 2017년 12월 31일에 확인함.
9. ↑  박성기 (2005년 11월 11일). “[포토]홀로 남은 은방울자매의 눈물”. 스타뉴스. 2017년 12월 31일에 확인함.
10. ↑  임희윤 (2012년 5월 17일). “[Narrative Report]“엄마는 왕년에 걸그룹… 하지만 내 인기보다 아픈 네가 소중했단다””. 동아일보. 2017년 12월 31일에 확인함.
11. ↑  “가장 나이어린쌍동자매 보컬팀 릴리시스터즈”. 경향신문. 1970년 2월 21일. 2017년 12월 31일에 확인함.
12. ↑  봉 (1975년 1월 1일). “"춤추며 노래하자 토끼해는 우리해" 쌍동이「듀엣」바니걸스의 꿈과現實(현실)”. 매일경제. 2017년 12월 31일에 확인함.
13. ↑  “디스크街(가) 신인가수들 出盤(출반)활발”. 동아일보. 1981년 11월 7일. 2017년 12월 31일에 확인함.
14. 1 2  이규탁 2016, 55쪽.
15. 1 2  이규탁 2016, 58-59쪽.
16. ↑  이규탁 2016, 65쪽.
17. ↑  이규탁 2016, 67쪽.
18. ↑  이규탁 2016, 68-69쪽.
19. ↑  이규탁 2016, 72-73쪽.
20. ↑  이현미 (2013년 1월 4일). “K-팝의 세계화 ‘SM사단 성공신화’”. 세계일보. 2017년 7월 2일에 확인함.
21. ↑  이규탁 2016, 111쪽.
22. 1 2  이동연 외 2011, 120쪽.
23. ↑  이규탁 2016, 113쪽.
24. ↑  이규탁 2016, 114쪽.
25. ↑  이동연 외 2011, 122쪽.
26. ↑  이규탁 2016, 116-117쪽.
27. ↑  이규탁 2016, 118쪽.
28. 1 2  이동연 외 2011, 123쪽.
29. ↑  이광형 (2000년 5월 18일). “인기 그룹 '젝스키스' 해체”. 국민일보. 2017년 7월 2일에 확인함.
30. ↑  김혜수 (2001년 5월 13일). “[프리즘] 댄스그룹 H.O.T 해체됐다 .. 장우혁등 3인 소속사 옮겨”. 한국경제. 2017년 7월 2일에 확인함.
31. ↑  황정우 (2002년 12월 25일). “S.E.S 슈 SM사와 재계약 체결”. 연합뉴스. 2017년 7월 2일에 확인함.
32. ↑  김영록 (2017년 5월 12일). “"핑클, 성년이 되다"…옥주현, 데뷔 19주년 자축”. 스포츠조선. 2017년 7월 2일에 확인함.
33. ↑  이동연 외 2011, 125쪽.
34. ↑  이동연 외 2011, 126-127쪽.
35. ↑  이동연 외 2011, 129쪽.
36. ↑  이동연 외 2011, 130쪽.
37. ↑  이동연 외 2011, 136-137쪽.
38. ↑  문학수 (2004년 2월 25일). “[커버스토리］천상의 울림 향한 五口同聲 ‘동방신기’”. 경향신문. 2017년 7월 2일에 확인함.
39. ↑  이해리 (2005년 11월 2일). “SM이 만든 12인조 그룹 "슈퍼주니어", 6일 데뷔앨범 발표”. 노컷뉴스. 2017년 7월 2일에 확인함.
40. ↑  강승훈 (2006년 7월 6일). “YG 신생그룹 '빅뱅', '곰TV' 통해 다큐 공개”. 마이데일리. 2017년 7월 2일에 확인함.
41. ↑  남상석 (2007년 11월 7일). “"너도 나도 텔미~"…세대초월한 '텔미 신드롬'”. SBS. 2008년 1월 26일에 확인함.
42. ↑  디지털뉴스팀 (2007년 11월 27일). “원더걸스 `텔미` 신드롬… 각계에서 `텔미` 버전 재생산”. 한국경제. 2008년 1월 26일에 확인함.
43. ↑  배국남 (2007년 12월 17일). “‘무한도전’‘원더걸스’ 2007 10대히트 상품!”. 마이데일리. 2011년 2월 28일에 확인함.
44. ↑  이동연 외 2011, 143쪽.
45. ↑  이규탁 2016, 125-128쪽.
46. ↑  이경남 (2015년 6월 17일). “'식스틴' 박진영 "JYP는 실력보다 인성이 중요"”. 뉴스1. 2017년 7월 2일에 확인함.
47. ↑  디지털콘텐츠팀 (2017년 3월 17일). “'프로듀스 101 시즌2' 청양고추 씹던 마루기획 한종연, 과거엔 담배 좀 씹었네”. 부산일보. 2017년 7월 2일에 확인함.
48. 1 2  이동연 외 2011, 149쪽.
49. 1 2  이동연 외 2011, 148쪽.
50. ↑  이동연 외 2011, 144-146쪽.
51. ↑  이규탁 2016, 147-150쪽.
52. 1 2 3  김성윤 2016, 38쪽.
53. 1 2  이동연 외 2011, 223-224쪽.
54. ↑  이동연 외 2011, 151-152쪽.
55. ↑  미묘 외 2016, 142쪽.
56. ↑  서병기 (2017년 6월 28일). “에이핑크 ‘청순미’ 설명서”. 헤럴드경제. 2017년 7월 2일에 확인함.
57. ↑  박경은 (2017년 2월 1일). “지금의 가요차트가 말해주는 것들”. 경향신문. 2017년 7월 2일에 확인함.
58. ↑  이동연 외 2011, 155쪽.
59. ↑  이동연 외 2011, 154쪽.
60. ↑  이동연 외 2011, 156쪽.
61. ↑  이재훈 (2017년 5월 23일). “'씨스타' 마저...아이돌 그룹 '7년 징크스' 왜?”. 뉴시스. 2017년 7월 2일에 확인함.
62. ↑  박영웅 등. 2015, 108-111쪽.
63. 1 2  정해욱 (2014년 5월 30일). “다국적·멀티·소통..3세대 아이돌의 조건 셋”. 뉴스토마토. 2017년 7월 2일에 확인함.
64. ↑  김지원 (2017년 6월 20일). “끝나지 않은 ‘101 신드롬’ ‘아이돌 서바이벌’ 뜬다”. 경향신문. 2017년 7월 2일에 확인함.
65. ↑  미묘 외 2016, 134-139쪽.
66. ↑  미묘 외 2016, 158-163쪽.
67. ↑  미묘 외 2016, 144-147쪽.
68. ↑  박영웅 등. 2015, 20-24쪽.
69. ↑  박영웅 등. 2015, 283-285쪽.
70. ↑  황효진 (2016년 3월 11일). “여자친구 제작자 소성진 대표 “여자친구는 섹시한 콘셉트로 영원히 가지 않을 거다””. ize. 2017년 7월 2일에 확인함.
71. ↑  강명석 (2015년 7월 29일). “여자친구가 소녀시대에게 배운 것”. ize. 2017년 7월 2일에 확인함.
72. ↑  미묘 (2016년 2월 1일). “여자친구, 낮은 데로 달려온 ‘파워수수’ 걸 그룹”. ize. 2017년 7월 2일에 확인함.
73. ↑  윤새흰 (2016년 7월 18일). “연예인에 '억대 선물'…조공과 서포트 문화, 어디까지 가나”. 노컷뉴스. 2017년 12월 31일에 확인함.
74. ↑  김유아 (2017년 12월 31일). “지하철역 광고시장 '큰손' 등장한 아이돌 팬클럽..일부 불만도”. 파이낸셜뉴스. 2017년 12월 31일에 확인함.
75. ↑  구교형 (2016년 5월 9일). “밥차에서 쌀 9t 기부로…‘팬들 조공’의 진화”. 경향신문. 2017년 12월 31일에 확인함.
76. 1 2 3  김예슬 (2017년 8월 7일). “[BZ시선] ‘팬덤’에서 ‘프로슈머’로…아이돌 산업의 진화”. 비즈엔터. 2017년 12월 31일에 확인함.
77. 1 2  남궁민; 김고금평 (2017년 7월 22일). “"내 새끼 내가 키운다"…모성애로 진화한 '팬덤'의 빛과 그늘”. 머니투데이. 2017년 12월 31일에 확인함.
78. ↑  김성윤 2016, 78-85쪽.
79. ↑  이장원 (2010년 7월 22일). “[경향신문을 읽고]‘삼촌팬’이 어른스럽지 못하다는 생각은 편견”. 경향신문. 2017년 7월 2일에 확인함.
80. ↑  김성윤 2016, 50-51쪽.
81. ↑  김성윤 2016, 54-56쪽.
82. ↑  김종목 (2010년 7월 13일). “‘삼촌팬’ 위장한 이성애적 욕망”. 경향신문. 2017년 7월 2일에 확인함.
83. ↑  편집국 (2014년 10월 16일). “팬덤의 세계⑤ 걸그룹 여덕들의 대담, “여자를 좋아하는 게 어때서요?” (인터뷰)”. 텐아시아. 2017년 12월 31일에 원본 문서에서 보존된 문서. 2017년 12월 31일에 확인함.
84. ↑  박소영 (2015년 8월 14일). “걸그룹 뜨고 싶니?…'여덕'을 모아봐[걸그룹 입덕기②]”. OSEN. 2017년 12월 31일에 확인함.
85. 1 2 3  조현정 (2017년 8월 1일). “"'엑소 라면' 주세요"…1000억 규모 '아이돌 굿즈'의 세계”. 조선비즈. 2017년 12월 31일에 확인함.
86. ↑  박성의 (2017년 8월 8일). “'1000억 시장 잡아라'...'아이돌 굿즈' 출시 열 올리는 유통家”. 이데일리. 2017년 12월 31일에 원본 문서에서 보존된 문서. 2017년 12월 31일에 확인함.
87. ↑  이재훈 (2017년 12월 31일). “여자친구 굿즈 논란…달라진 팬덤문화”. 뉴시스. 2017년 12월 31일에 확인함.
88. ↑  이동연 외 2011, 221-222쪽.
89. ↑  이동연 외 2011, 225쪽.
90. ↑  박영웅 등. 2015, 176-182쪽.
91. ↑  미묘 (2015년 1월 26일). “[스.압.주.의] 아이돌, 했네 했어, 레퍼런스”. weiv. 2017년 7월 2일에 확인함.

## 참고 문헌
- 김성윤 (2016). 《덕후감》. 경기: 북인더갭. ISBN 9791185359106.
- 미묘 외 (2016). 《아이돌 연감 2015》. 서울: 아이돌로지. ISBN 9791195772209.
- 박영웅; 임희윤; 엄동진; 김윤하 (2015). 《K-POP으로 보는 대중문화 트렌드 2016》. 서울: 마리북스. ISBN 9788994011608.
- 이규탁 (2016). 《케이팝의 시대》. 경기: 한울아카데미. ISBN 9788946059085.
- 이동연 외 (2011). 《아이돌: HOT에서 소녀시대까지 아이돌 문화 보고서》. 서울: 이매진. ISBN 9788993985467.

## 같이 보기
- 아이돌
- 아이돌 가수
- 대한민국의 아이돌 그룹 목록